# Sveti Tomaž, Sveti Tomaž
Sveti Tomaž je osrednje naselje v Občini Sveti Tomaž. Kraj se je med letoma 1955 in 1993 imenoval Tomaž pri Ormožu.